# Khúc côn cầu trong nhà tại Đại hội Thể thao Đông Nam Á 2023 – Nam
Khúc côn cầu trong nhà đồng đội nam tại Đại hội Thể thao Đông Nam Á 2023 diễn ra từ ngày 1 đến ngày 7 tháng 5 năm 2023 tại Nhà thi đấu Dinosaur Park, Phnôm Pênh, Campuchia. 6 đội tham nội dung thi đấu.

## Đội hình
| Campuchia | Indonesia | Malaysia |
| --- | --- | --- |
| - Huân luyện viên trưởng: Rana Asif Maqsood - Chanty Chorn - Rasheed Ammar - Nokhaiz Ahmad - Khawar Shaib - Rana Ur - Rana Ammar - Arslan Muhamad - Yasir Muhamad - Aamir Khan - Rehman Abdul - Salman Butt - Rana Anas                            | - Huân luyện viên trưởng: Dhaarma Raj - Kusuma Ilham - Prawesti Candra - Rahman Ferdian - Firdaus Muhammad - Nugraha Fajar - Santoso Prima - Fajar Alam - Priliandro Revo - Alfiana Muhamad - Guntara Andrea - Leksono Adi - Rahmad Astri                      | - Huân luyện viên trưởng: Hanip Che Halim - Khairul Kamaruzaman - Syafiq Syed Cholan - Norhafizie Jamil Azomi - Razali Mohd Hazemi - Muhammad Firdaus Omar - Muhammad Aslam Hanafiah - Izham Azhar - Abdul Khaliq Hamirin - Faridzul Afiq - Danial Asyraf Abdul Ghani - Adam Aiman Mamat - Hazrul Faiz Ahmad Sobri |
| Philippines | Singapore | Thái Lan |
| - Huân luyện viên trưởng: Christian Galicia - Julius Salvacion - Rolly Bustamante - Eleazar Cuello - Michael Escarcha - Nelson Ronquillo - Jhon Burga - Charlie Palic - Johnny Demata - Miguelito Anabe - Fernand Cumal - Marc Ramos - Eric Dumlao | - Huân luyện viên trưởng: Redzuan Ponirin - Chen Aik Yu - Loogeswaran - Syed Ali - Jumaeen Amat Kamsin - Arasu Ct Karuppiah - Muhammad Mat Rahim - Hanif Murid - Guhan Mayazhagu - Yang Goh Kai - Muhammad Syafiq - Abdul Rashid Muhammad Shafiq - Gerald Wong | - Huân luyện viên trưởng: Safaei Esfandyar - Arithat Chalattam - Thanawat Wiyaboon - Jarernchai Noonee - Anuson Suyaram - Pongpon Sukwong - Nichanon Ketsawad - Thoranin Trongthaisong - Warawut A-Nukoon - Kittithat Sori - Sarawut Wangchua - Wiros Yotsiri - Warun Boonpea                                      |

## Kết quả

### Vòng bảng
| VT | Đội           | ST | T | H | B | BT | BB | HS  | Đ  | Giành quyền tham dự       |
| -- | ------------- | -- | - | - | - | -- | -- | --- | -- | ------------------------- |
| 1  | Malaysia      | 5  | 5 | 0 | 0 | 42 | 6  | +36 | 15 | Giành quyền vào Chung kết |
| 2  | Indonesia     | 5  | 4 | 0 | 1 | 38 | 4  | +34 | 12 | Giành quyền vào Chung kết |
| 3  | Thái Lan      | 5  | 3 | 0 | 2 | 28 | 10 | +18 | 9  | Huy chương đồng           |
| 4  | Singapore     | 5  | 2 | 0 | 3 | 16 | 17 | −1  | 6  | Huy chương đồng           |
| 5  | Campuchia (H) | 5  | 1 | 0 | 4 | 12 | 27 | −15 | 3  |                           |
| 6  | Philippines   | 5  | 0 | 0 | 5 | 0  | 72 | −72 | 0  |                           |

| 1 tháng 5 năm 2023 13:00 |

| Thái Lan | 14–0     | Philippines |
| --- | -------- | ----------- |
| Suyaram Anuson 6', 12' · Boonpea Warun 7', 8', 22', 26', 27' · A-Nukoon Warawut 15', 20', 27', 34' · Sori Kittithat 24' · Sukwong Pongpon 29' · Ketsawad Nichanon 31' | Chi tiết |             |

| Trọng tài: Shahbaz Ali (Bangladesh) Zeke Newman (Australia) |

| 1 tháng 5 năm 2023 15:30 |

| Singapore | 0–7      | Indonesia                                                                                    |
| --------- | -------- | -------------------------------------------------------------------------------------------- |
|           | Chi tiết | Prawesti Candra 1' · Alfiana Muhamad 3', 10', 27' · Santoso Prima 8', 12' · Rahmad Astri 29' |

| Trọng tài: Phiraphat Niensupornphand (Thailand) Raman Baskar (Malaysia) |

| 1 tháng 5 năm 2023 18:00 |

| Malaysia | 10–1     | Campuchia      |
| --- | -------- | -------------- |
| Mohd Faridzul 0', 22', 31' · Hamirin Khaliq 4', 36' · Abdul Daniel 7' · Azhar Muhamad 21' · Omar Firdaus 21' · Cholan Syed 27' · Jamil Azomi Norhafizie 39' | Chi tiết | Rana Ammar 29' |

| Trọng tài: Sunny Wang (Singapore) Alberto Sitepu (Indonesia) |

| 2 tháng 5 năm 2023 13:00 |

| Malaysia | 19–0     | Philippines |
| --- | -------- | ----------- |
| Mohd Faridzul 0', 14', 20', 33' · Hamirin Khaliq 2', 11' · Azhar Muhamad 3', 24' · Mamat Adam 7', 29' · Cholan Syed 15', 24', 25', 28' · Abdul Danial 16', 29' · Omar Firdaus 22' · Mohd Hazemi Razali 27', 36' | Chi tiết |             |

| Trọng tài: Shigeki Kodama (Japan) Sunny Wang (Singapore) |

| 2 tháng 5 năm 2023 15:30 |

| Thái Lan | 0–3      | Indonesia                                                       |
| -------- | -------- | --------------------------------------------------------------- |
|          | Chi tiết | Firdaus Muhammad 7' · Prawesti Candra 22' · Alfiana Muhamad 37' |

| Trọng tài: Zeke Newman (Australia) Raman Baskar (Malaysia) |

| 2 tháng 5 năm 2023 18:00 |

| Campuchia         | 1–4      | Singapore                                                       |
| ----------------- | -------- | --------------------------------------------------------------- |
| Rasheed Ammar 23' | Chi tiết | Murid Hanif 2' · Mat Rahim Muhammad 12' · Goh Kai Yang 17', 30' |

| Trọng tài: Ali Shahbaz (Bangladesh) Alberto Sitepu (Indonesia) |

| 3 tháng 5 năm 2023 11:45 |

| Indonesia | 20–0     | Philippines |
| --- | -------- | ----------- |
| Prawesti Candra 0' · Alfiana Muhamad 3', 8', 9', 9', 10', 11', 12', 21', 29', 29' · Santoso Prima 13', 38' · Firdaus Muhammad 16', 27' · Priliandro Revo 25' · Rahmad Astri 25', 35', 36' · Guntara Andrea 28' | Chi tiết |             |

| Trọng tài: Zeke Newman (Australia) Phiraphat Niensupornphand (Thailand) |

| 3 tháng 5 năm 2023 14:15 |

| Singapore | 0–5      | Malaysia                                                                       |
| --------- | -------- | ------------------------------------------------------------------------------ |
|           | Chi tiết | Abdul Danial 7' · Azhar Muhamad 12', 34' · Mohd Faridzul 24' · Cholan Syed 25' |

| Trọng tài: Ali Shahbaz (Bangladesh) Shigeki Kodama (Japan) |

| 3 tháng 5 năm 2023 16:45 |

| Campuchia        | 1–7      | Thái Lan                                                                                          |
| ---------------- | -------- | ------------------------------------------------------------------------------------------------- |
| Rasheed Ammar 0' | Chi tiết | Boonpea Warun 4', 17', 28' · A-Nukoon Warawut 10', 14' · Sori Kittithat 29' · Sukwong Pongpon 31' |

| Trọng tài: Sunny Wang (Singapore) Raman Baskar (Malaysia) |

| 4 tháng 5 năm 2023 13:00 |

| Philippines | 0–11     | Singapore |
| ----------- | -------- | --- |
|             | Chi tiết | Mat Rahim Muhammad 3', 13', 22' · Muhammad Syafiq 7' · Wong Gerald 9', 27' · Abdul Rashid 14' · Syed Ali 18' · Goh Kai Yang 20', 23' · Murid Hanif 31' |

| Trọng tài: Phiraphat Niensupornphand (Thailand) Alberto Sitepu (Indonesia) |

| 4 tháng 5 năm 2023 15:30 |

| Thái Lan                                      | 3–5      | Malaysia                                                                               |
| --------------------------------------------- | -------- | -------------------------------------------------------------------------------------- |
| Suyaram Anuson 7' · A-Nukoon Warawut 32', 33' | Chi tiết | Mohd Faridzul 10', 37' · Azhar Muhamad 11' · Mohd Hazemi Razali 18' · Omar Firdaus 25' |

| Trọng tài: Zeke Newman (Australia) Sunny Wang (Singapore) |

| 4 tháng 5 năm 2023 18:00 |

| Indonesia                                                                   | 6–1      | Campuchia         |
| --------------------------------------------------------------------------- | -------- | ----------------- |
| Alfiana Muhamad 1', 11', 17', 39' · Prawesti Candra 21' · Santoso Prima 36' | Chi tiết | Rasheed Ammar 36' |

| Trọng tài: Shigeki Kodama (Japan) Raman Baskar (Malaysia) |

| 6 tháng 5 năm 2023 11:45 |

| Malaysia                                                | 3–2      | Indonesia                                 |
| ------------------------------------------------------- | -------- | ----------------------------------------- |
| Omar Firdaus 12' · Hamirin Khaliq 34' · Cholan Syed 36' | Chi tiết | Prawesti Candra 5' · Firdaus Muhammad 29' |

| Trọng tài: Ali Shahbaz (Bangladesh) Shigeki Kodama (Japan) |

| 6 tháng 5 năm 2023 14:15 |

| Singapore          | 1–4      | Thái Lan                                            |
| ------------------ | -------- | --------------------------------------------------- |
| Mayazhagu Guhan 7' | Chi tiết | A-Nukoon Warawut 14', 23', 34' · Sori Kittithat 27' |

| Trọng tài: Shigeki Kodama (Japan) Raman Baskar (Malaysia) |

| 6 tháng 5 năm 2023 16:45 |

| Philippines | 0–8      | Campuchia                                                                                              |
| ----------- | -------- | --- |
|             | Chi tiết | Yasir Muhamad 7', 36' · Salman Butt 9', 33', 33' · Rana Ur 12' · Nokhaiz Ahmad 31' · Rasheed Ammar 32' |

| Trọng tài: Sunny Wang (Singapore) Phiraphat Niensupornphand (Thailand) |

### Chung kết
| 7 tháng 5 năm 2023 16:30 |

| Malaysia                                                | 3–3      | Indonesia                                                       |
| ------------------------------------------------------- | -------- | --------------------------------------------------------------- |
| Abdul Danial 15' · Omar Firdaus 20' · Mohd Faridzul 23' | Chi tiết | Firdaus Muhammad 36' · Rahman Ferdian 38' · Alfiana Muhamad 39' |
| Loạt luân lưu                                           |          |                                                                 |
| Jamil Azomi Norhafizie · Hamirin Khaliq · Azhar Muhamad | 1–2      | Santoso Prima · Rahman Ferdian · Guntara Andrea                 |

| Trọng tài: Zeke Newman (Australia) Ali Shahbaz (Bangladesh) |

## Bảng xếp hạng cuối cùng
| Rank | Team        |
| ---- | ----------- |
| 1    | Indonesia   |
| 2    | Malaysia    |
| 3    | Thái Lan    |
| 3    | Singapore   |
| 5    | Campuchia   |
| 6    | Philippines |